# ویکتوریا بیتمن
ویکتوریا ان. بیتمن (نام هنگام تولد: پاول) (Powell) (متولد ۱۹۷۹ میلادی)، اقتصاددان فمینیست و یک فرد دانشگاهی اهل انگلستان است که در حوزه تاریخ اقتصادی تخصص دارد. او در کالج گونویلا و کایوس، دانشگاه کمبریج استاد اقتصاد است. وی همچنین رئیس بخش مطالعات اقتصادی برای امتحان نهایی دوره لیسانس در کالج گونویلا و کایوس می‌باشد.
ویکتوریا بیتمن در لیز، اولدهام بزرگ شده و در مدرسه سادلورث در آپرمیل آموزش دید. سپس او دوره پیش‌دانشگاهی را در کالج آمادگی اولدهام تکمیل کرد، جای که او رئیس اتحادیه دانشجویان بود. وی دوره لیسانس خود را در رشته اقتصاد در کالج گونویلا و کایوس، دانشگاه کمبریج به اتمام رسانده و مدرک‌های کارشناسی ارشد و دکترای خود را از دانشگاه آکسفورد کسب کرد.
تحقیقات وی متمرکز بر تاریخ اقتصادی است، از جمله نقش بازارها در توسعه اقتصادی و نقش حقوق و آزادی‌های زنان در تشویق رشد اقتصادی.
او به‌خاطر اعتراض‌های علنی خود بر علیه برگزیت و به طرفداری از حقوق زنان، شهره بوده و گهگاهی برهنه ظاهر می‌شود.

## اوان زندگی
بیتمن با دو خواهر جوان‌تر خود در لیز، اولدهام بزرگ شد. پدر وی در صنعت ورق‌کاری در بخش کانال هوا مشغول کار بود؛ مادرش در همان شرکت در شعبه حقوق و دستمزد کار می‌کرد. پس از این‌که والدین او شغل‌هایشان را از دست دادند، پدر وی خودش یک تجارت شخصی را آغاز نمود، اما بنا بر ناتوانی مشتریان در پرداخت پول، تجارت وی افول کرد. مادر وی همزمان چندین شغل را پیش می‌برد و خانواده به مشکل دیون خود را می‌پرداختند. والدین بیتمن زمانی که او ۱۴ سال داشت از هم جدا شدند و وضعیت بد اقتصادی آن‌ها بدتر شد. خواهران او از مدرسه اخراج شدند و یکی آن‌ها در نوجوانی باردار شد. بیتمن علاقه‌مندی خود به علم اقتصاد را به این نسبت می‌دهد که او شخصاً تأثیرات چرخه رونق و افت (نوسانات اقتصادی) و نابرابری اقتصادی را شاهد بوده‌است. با تشویق پدرش و یک معلم تاریخ، او در دوره لیسانس خود در دانشگاه کمبریج به آموزش رشته اقتصاد پرداخت، فوق لیسانس خود را در علم اقتصاد و تاریخ اقتصادی و مدرک دکترای خود را در علم اقتصاد از دانشگاه آکسفورد به‌دست‌آورد.

## تحقیقات
تحقیقات علمی بیتمن متمرکز بر تاریخ اقتصادی است. کتاب ۲۰۱۹ وی، عامل جنسیت: زنان چگونه غرب را ثروت‌مند ساختند، استدلال می‌نماید که حقوق و آزادی زنان عوامل کلیدی بودند که با تقویت مزدها، مهارت‌ها، روحیه پس‌انداز و کارآفرینی و کمک به ایجاد یک دولت دموکراتیک و توان‌مند، توسعه صنعتی و اقتصادی غرب را رقم زدند.
کارهای اولیه وی بر نقش بازارها در توسعه اقتصادی اروپا متمرکز بود. مقاله او، تکامل بازارها در اروپای پیشا مدرن، ۱۳۵۰ – ۱۸۰۰: مطالعهٔ بر قیمت‌های گندم، از داده‌ها در مورد قیمت‌های گندم در اروپا برای مطالعه روال‌های توسعه بازار از اوایل دوره میانه تا انقلاب صنعتی استفاده نموده و تشریح می‌نماید که بازارها در سراسر اروپا در اوایل قرن شانزدهم میلادی به اندازه‌ای انسجام خوب داشتند که این بازارها در اواخر قرن نوزدهم میلادی آن انسجام را داشتند. کتاب وی بازارها و رشد در اروپای پیشا مدرن بر پایه همین پژوهش نوشته شده و چندین بعد ارتباط میان انسجام بازار و توسعه اقتصادی را مورد بررسی قرار می‌دهد.

## فمینیسم و اعتراضات
بیتمن خود را یک فمنیست شمرده و می‌نویسد که: «من با شور و هیجان باورمند به آزادی زنان هستم و در حالی‌که زنان برنده مبارزات مختلفی در قرن گذشته بوده‌اند، هنوز هم راه درازی برای پیشرفت جامعه است تا زنان بتوانند از آن سطح آزادی لذت ببرند که آن‌ها باید لذت ببرند. من از این‌که برای رساندن پیام‌های مهم از بدنم و همچنین از مغزم استفاده کنم، هراسی ندارم».
در ۲۰۱۴ میلادی، بیتمن برای یک نقاشی در اندازه انسان واقعی توسط انتونی کانولی به‌گونهٔ برهنه ایستاد و برای آن پرداخت کرد، نقاشی که سپس در نگارخانه مال ظاهر شد. بیتمن گفت که هدف این نقاشی این بود تا سؤالاتی در مورد جنسی‌سازی زنان در جامعه مدرن پرسیده شود. در ژوئن ۲۰۱۸، بیتمن در شام استادان آخر سال کالج گونویلا و کایوس، با پوشیدن لباسی که بدن وی قابل دید بود و واژه‌های «بدن من، انتخاب من» روی بدنش نوشته بود، حضور یافت. بیتمن طرفدار به رسمیت‌شناسی ارزش اقتصادی تجارت سکس از سوی اقتصاددان و حقوق زنان مبنی بر کسب درآمد با تن‌فروشی است. در ژوئیه ۲۰۱۸، بیتمن ویدئوی را در توئیتر شریک ساخت که در آن او لخت ظاهر شده و موضوع نابرابری در اقتصاد را به بحث گرفت.

## برگزیت و اعتراضات
بیتمن یک منتقد همیشگی برگزیت است، او استدلال می‌نماید که «برگزیت بریتانیا را لخت‌می‌کند» و این‌که ترک کردن اتحادیه اروپا به خانواده‌های دارای درآمد-پایین آسیب می‌رساند، پژوهش علمی بریتانیا را تخریب می‌کند، باعث کاهش تجارت و سرمایه‌گذاری می‌شود و باعث شد تا آزادی دولت بر آزادی افراد مقدم‌تر شمرده شود.
در ۲۰۱۶ میلادی، بیتمن در اعتراضی به برگزیت، در یک جلسه استادان اقتصاد دانشگاه کمبریج به‌طور لخت شرکت کرد. او واژه‌های «برگزیت بریتانیا را لخت‌می‌کند» را در نیم تنه خود نوشته بود. در ۱۴ ژانویه ۲۰۱۹، بیتمن در حالی‌که لخت بود، یک سخنرانی علمی یک ساعته بر علیه برگزیت در کمبریج جنکشن ارایه نموده و بعداً از شنوندگان درخواست نمود تا به عنوان دادخوست روی بدن وی امضاء نمایند. متعاقب آن، او به برنامه تودی در رادیو بی‌بی‌سی ۴ دعوت شد و در آنجا نیز با بدن برهنه ظاهر شد. این روال ادامه داشته او در برنامه گود مارنینگ بریتین نیز لخت ظاهر شد، هرچند این بار بدن او قبل از پخش برنامه با پکسیل پوشانده شد. به همین گونه، او در جلسه انجمن اقتصادی سلطنتی نیز در مارس ۲۰۱۸ با بدن لخت حضور یافت.

## رسانه‌ها
بیتمن به‌طور دوامدار نظریات اقتصادی خود را در آنهرد (Unherd)، بلومبرگ ویو (Bloomberg View) و کاپکس (CapX) نوشته‌است، او مقالاتی نیز در گاردین، تایمز هایر ایجوکیشن، کانورسیشن و تلگراف نوشته و چندین‌بار در برنامه‌های رادیو ۴ بی‌بی‌سی حضور یافته‌است.

## زندگی شخصی
بیتمن با جیمز بیتمن ازدواج کرده‌است، کسی که در یک شرکت مدیریت دارایی کار می‌کند. آن‌ها در دانشگاه کمبریج باهم آشنا شدند.

## کتاب‌ها
- Bateman, Victoria (2019). The Sex Factor: How Women Made the West Rich. Polity.[۳۱]
- Bateman, Victoria (2016). Markets and growth in early modern Europe. Routledge[۳۲]